# 细齿堇菜
细齿堇菜（学名：Viola microdonta）是堇菜科堇菜属的植物，为中国的特有植物。分布于中国大陆的江苏等地，多生于林缘或竹林阴湿处，目前尚未由人工引种栽培。